# 1920 en littérature
| Années de la littérature : 1917 - 1918 - 1919 - 1920 - 1921 - 1922 - 1923    |
| Décennies de la littérature : 1890 - 1900 - 1910 - 1920 - 1930 - 1940 - 1950 |

Cet article présente les faits marquants de l'année 1920 en littérature.

## Évènements
- Groupe Searo Nova, regroupant des intellectuels proches des républicains au Portugal (L. da Camara Reis, Jaime Cortesão, Raul Proença).
- Fondation de l’École de Sagesse de Darmstadt par le comte Hermann Keyserling.
- Tristan Tzara à Paris.
- Paul Souday lance une polémique contre Pierre Benoit, lauréat l'année précédente du Grand prix du roman de l'Académie française : Benoit aurait plagié Elle (1886), roman exotique de l'Anglais Rider Haggard.

## Parutions

### Essais
- Alain : Propos.
- Oswald Spengler : Prussianisme et socialisme.

### Poésie
- André Breton et Philippe Soupault, écrivains surréalistes français, publient Les Champs magnétiques, 30 mai.
- Paul Valéry : Le Cimetière marin, août.
- Paul Valéry : Album de vers anciens

### Romans

#### Auteurs francophones
- Colette : Chéri.
- Georges Duhamel : Confession de minuit, premier volume du cycle Vie et aventures de Salavin.
- Jean Marquet :  De la rizière à la montagne (Grand Prix de Littérature Coloniale et Prix Corrard de la Société des gens de lettres en 1921).
- Marcel Proust : Le côté de Guermantes.
- Romain Rolland : Clérambault.
- Paul-Jean Toulet : La Jeune Fille verte.
- Pierre Mac Orlan : À bord de L'Étoile Matutine

#### Auteurs traduits
- Agatha Christie (anglaise), La Mystérieuse Affaire de Styles (premier roman).
- Sinclair Lewis (américain),  Main Street.
- Eugène Zamiatine (russe), Nous autres où est déjà dénoncé le totalitarisme communiste.

## Théâtre
- 27 mars : Première Aventure céleste de Monsieur Antipyrine, pièce de Tristan Tzara, jouée à Paris.
- Juillet : Le metteur en scène russe Vsevolod Meyerhold fonde la troupe l’Octobre théâtral.
- 14 octobre : Troupe du théâtre prolétarien, fondée à Berlin par Erwin Piscator.
- 11 novembre : Inauguration du TNP.
- Troisième partie de Gas, pièce expressionniste de Georg Kaiser, crée à Francfort.
- Lumières de bohème de Ramón María del Valle-Inclán.

## Prix littéraires
- Prix Goncourt : Ernest Pérochon, pour Nène.
- Prix Femina : Edmond Gojon, pour Le Jardin des dieux, recueil de poèmes.
- Grand prix du roman de l'Académie française : Pour moi seule d'André Corthis
- Prix Nobel de littérature : Knut Pedersen Hamsun.

## Principales naissances
- 2 janvier : Isaac Asimov, écrivain américain († 6 avril 1992).
- 14 janvier : Jean Dutourd, écrivain français († 17 janvier 2011).
- 17 janvier : Alain Vigner, écrivain français († 6 décembre 2013).
- 10 mars : Boris Vian, écrivain français († 23 juin 1959).
- 17 avril : Edmonde Charles-Roux, écrivaine française († 20 janvier 2016).
- 9 mai : William Tenn, écrivain américain de science-fiction († 7 février 2010).
- 9 mai : Richard George Adams, écrivain britannique de science-fiction.
- 13 juin : Walter Ernsting, écrivain allemand de science-fiction († 15 janvier 2005).
- 25 juin : Jeanne Tomasini, écrivaine française.
- 16 août : Charles Bukowski, écrivain américain († 9 mars 1994).
- 22 août : Ray Bradbury, écrivain américain († 5 juin 2012).
- 8 octobre : 
  - Victoria Garrón, personnalité politique et écrivaine costaricienne († 20 juillet 2005).
  - Frank Herbert, écrivain américain de science-fiction († 11 février 1986).
- 15 novembre : Gesualdo Bufalino, écrivain italien († 14 juin 1996)
- 23 novembre : Paul Celan, poète et traducteur roumain de langue allemande († 20 avril 1970).
- 10 décembre : Clarice Lispector, écrivaine brésilienne († 9 décembre 1977).

## Principaux décès
- 2 janvier : Paul Adam, écrivain français, 58 ans
- 4 janvier :  Benito Pérez Galdós romancier (° 1843).
- 6 septembre : Paul-Jean Toulet, écrivain français (° 1867)